# خاتون‌بارگاه

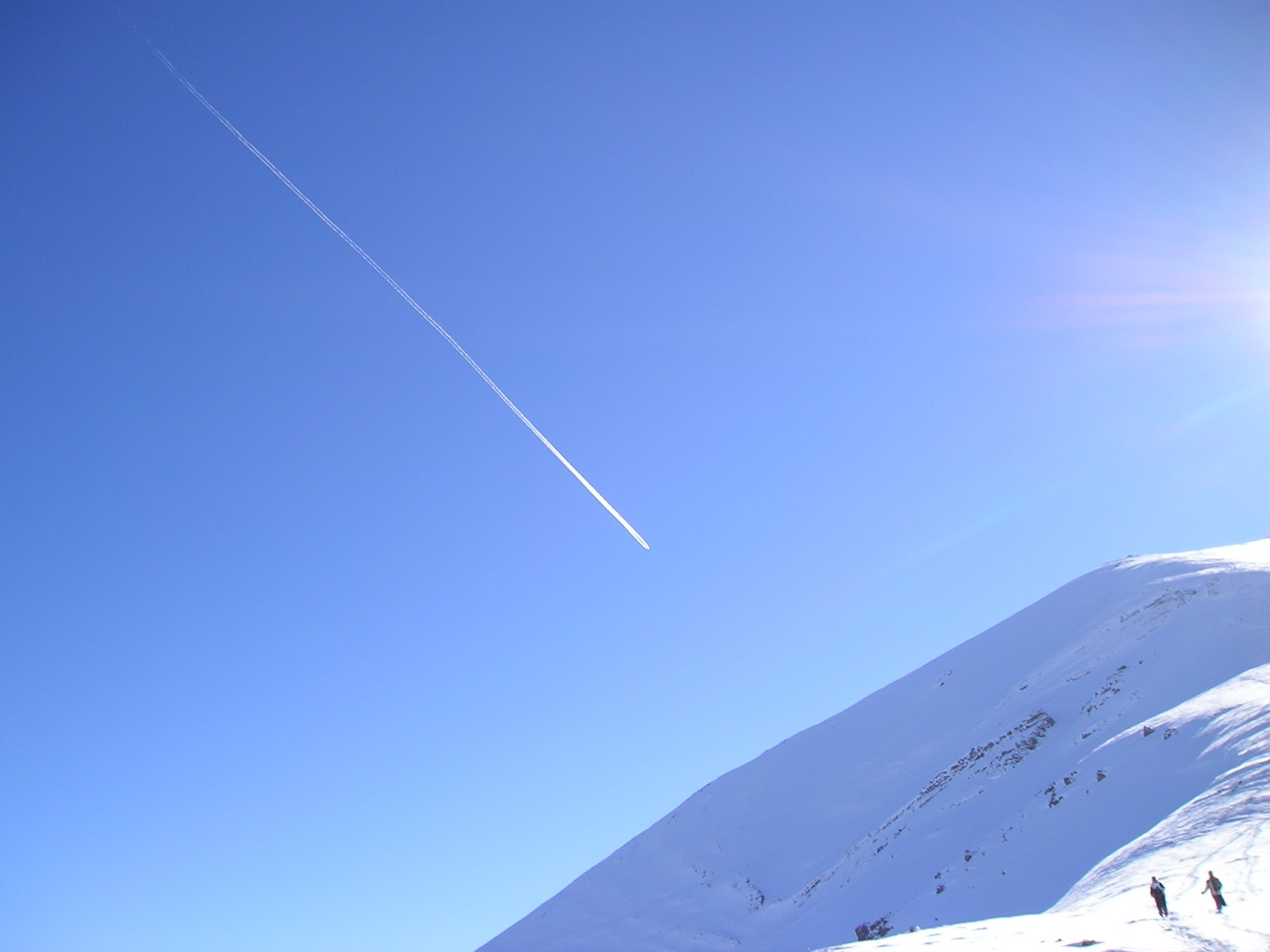
هواپیما برفراز گردنه خاتون‌بارگاه.

قله خاتون‌بارگاه، قله‌ای در رشته کوه البرز مرکزی واقع در شهرستان شمیرانات، بخش رودبار قصران، شهر فشم و شمال شرقی روستای گرمابدر است و به ارتفاع ۳۸۵۰ متر از سطح دریا واقع شده‌است.
قله روی خط الراسی قرار دارد که از غرب به قله‌های گیزنو، خرسنگ‌ها، جانستون، ورزآب و برج امتداد می‌یابد و از شرق به قله اشتر و گردنه یونزا در جنوب دشت لار می‌رسد.
اطراف این قله در جنوب شرقی قله‌های شیورکش، کاسونک و کافره قرار دارد و در جنوب قله‌های پیرزن کلوم، مهرچال و آتش کوه قابل مشاهده است.

## جغرافیا
در منتهی‌الیه دره ای که از فشم به سمت شمال شرق امتداد میابد و روستاهای آبنیک و گرمابدر در آن واقع اند و در نهایت به ارتفاعات حد فاصل این دره و دشت لار متصل می‌گردد و در موقعیت جغراقیایی ۳۵ درجه و ۵۹ دقیقه و ۴۱٫۶ ثانیه عرض جغرافیایی و ۵۱ درجه و۴۰ دقیقه و ۴۲٫۱ ثانیه طول جغرافیایی و در ارتفاع ۲۸۱۵ متر از سطح دریا و در محلی که معدن زغال سنگ و مواد معدنی دیگر در آنجا وجود دارد محوطه وسیعی واقع شده که به خاتون بارگاه شهرت دارد؛ و کوه‌های شمال و شمال شرق آن نیز با همین عنوان نامیده می‌شود.
در سمت شمال غرب این محوطه دو صخره سنگی در امتداد شرق و غرب یکدیگر قرار دارد که یکی از آن آب رود کوچکی به سمت جنوب و سپس غرب جریان می‌یابد. در بدنه شرقی صخره غربی و به ارتفاع حدود۱۰متراز کف دره دهانه غاری مشاهده میشودکه حدود ۳۵متر طول ان بوه و جز سنگ و خاک در ان چیزی در ان مشاهده نمی‌شود. 
در بین اهالی شایعات فراوان و متنوعی در خصوص این غار و گنج‌های نهفته در آن و جایگاه و بارگاه خاتون خواهر رستم بودن آن وجود دارد که به نظر تخیلی و خالی از واقعیت می‌باشد.